# Чемпіонат Франції з тенісу 1921
Чемпіонат Франції з тенісу 1921 - 26-й розіграш Відкритого чемпіонату Франції. Сюзанн Ленглен захистила усі три свої торішні титули: в одиночному, парному (з Жерамін Піґру) та змішаному (з Жаком Бруньйоном) розрядах. Серед чоловіків в одиночному розряді переміг Жан Самазо, а в парному - Андре Гобер та Вільям Лоренц.

## Дорослі

### Чоловіки, одиночний розряд
Жан Самазо переміг у фіналі  Андре Гобера, 6-3, 6-3, 2-6, 7-5

### Жінки, одиночний розряд
Сюзанн Ленглен перемогла у фіналі  Жермен Голдінг 6-2, 6-3

### Чоловіки, парний розряд
Андре Гобер /  Вільям Лоренц

### Жінки, парний розряд
Сюзанн Ленглен /  Жерамін Піґру перемогли у фіналі пару  Маргарита Брокдіс /  Сюзанн Діві 6–2, 6–1

### Змішаний парний розряд
Сюзанн Ленглен /  Жак Бруньйон перемогли у фіналі пару  Маргарита Брокдіс /  Макс Декюжі 6–4, 6–1